# Dennis Poore
Pour les articles homonymes, voir Poore.
Roger Dennistoun "Dennis" Poore, né le 16 août 1916 à Westminster et mort le 12 février 1987 à Londres était un industriel et pilote amateur britannique. Il a notamment participé à deux Grands Prix de championnat du monde en 1952. Il est également à l'origine de la création de l'hebdomadaire anglais Autosport, en 1950 (année où il remporta le championnat britannique de course de côte), dont il finança le lancement.

## Résultats en championnat du monde de Formule 1
| Saison | Écurie                | Châssis     | Moteur                 | Pneus  | GP disputés | Points inscrits | Classement |
| ------ | --------------------- | ----------- | ---------------------- | ------ | ----------- | --------------- | ---------- |
| 1952   | Connaught Engineering | Connaught A | Lea Francis 4 en ligne | Dunlop | 2           | 3               | 14e        |

## Résultats aux 24 heures du Mans
| Année | Écurie                   | Châssis           | Coéquipiers   | Résultats |
| ----- | ------------------------ | ----------------- | ------------- | --------- |
| 1952  | Aston Martin Cars Ltd    | Aston Martin DB3  | Pat Griffith  | Abandon   |
| 1953  | Aston Martin Cars Ltd    | Aston Martin DB3S | Eric Thompson | Abandon   |
| 1954  | David Brown              | Lagonda DP115     | Eric Thompson | Abandon   |
| 1955  | Aston Martin Lagonda Ltd | Lagonda DP166     | Reg Parnell   | Abandon   |